# C-3PO

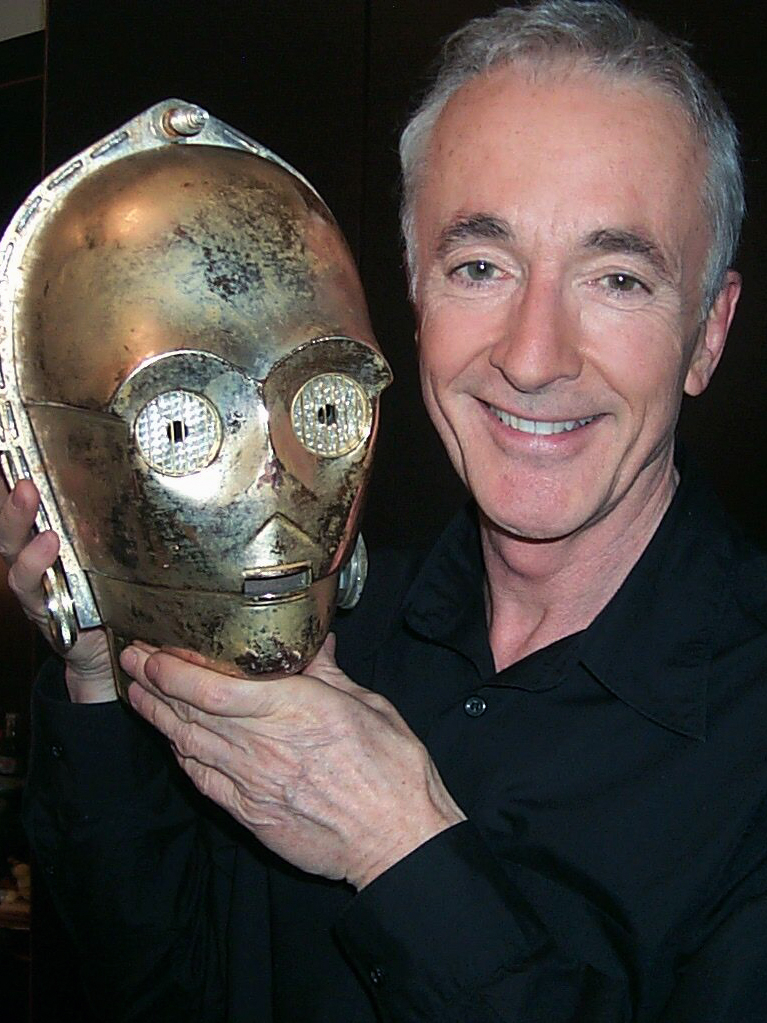
Anthony Daniels în 2005

C-3PO este un personaj fictiv care apare în unsprezece din cele douasprezece filme Războiul stelelor (cu excepția Solo: A Star Wars Story). Este un robot stelar de protocol care cunoaște peste șase milioane de limbi și dialecte. Este construit de către Anakin Skywalker și este mai apoi robotul care îl însoțește pe Luke în trilogia originală (episoadele 4, 5 și 6).

## Legături externe
- Site web oficial

- C-3PO la Wookieepedia: un wiki Războiul stelelor